# Miękinia
Miękinia (logo após a guerra, Niemkini, em alemão: Nimkau) é uma cidade localizada no sudoeste da Polônia. Pertence à voivodia de Baixa Silésia, condado de Środa. É a sede da comuna urbana-rural de Miękinia. Miękinia recebeu os direitos de cidade em 1 de janeiro de 2023.
Estende-se por uma área de 11,04 km², com 2 078 habitantes, segundo o censo de 31 de dezembro de 2022, com uma densidade populacional de 188,2 hab./km².

## Divisão administrativa
Nos anos 1975−1998, a cidade pertenceu administrativamente à voivodia de Breslávia.

## Demografia
Segundo o Censo Nacional de 2022, tinha 2 078 habitantes. É a maior cidade da comuna de Miękinia.

## Recuperação dos direitos de cidade (2023)
Na sessão de 31 de janeiro de 2022, o Conselho da Comuna de Miękinia adotou uma resolução para realizar consultas públicas sobre a concessão do estatuto de cidade a Miękinia. O período de consulta foi de 18 a 25 de fevereiro de 2022. Das 13 464 pessoas com direito a voto, 458 participaram das consultas (3,4% de comparecimento). Duzentas e oitenta e duas pessoas (61,6%) votaram a favor de conceder a Miękinia o estatuto de cidade, 169 pessoas foram contra (36,9%) e 7 pessoas se abstiveram de votar (1,5%). Em 29 de março de 2022, o Conselho da Comuna de Miękinia, com os votos de 14 conselheiros “a favor” com uma abstenção, adotou a resolução XL/484/2022 sobre a solicitação do estatuto de cidade de Miękinia. Em 1 de janeiro de 2023, foi concedida a condição de cidade.

## Linha do tempo
Uma linha do tempo da história de Miękinia, desde os primeiros tempos até os dias atuais:
- 1305 − Miękinia é mencionada nos livros de fundação do Capítulo de Breslávia como uma vila pequena, mas lucrativa, com 65 habitantes.
- 1335 − consagração da igreja da Virgem Maria, registrada no registro do núncio apostólico Galhard.
- 1345 − o assentamento obtém o direito de fundação sob a lei alemã, concedido como feudo ducal à família von Seidlitz.
- 1353 − a vila foi incorporada ao Ducado da Breslávia.
- 1387 − nos livros de contas da cidade de Breslávia, foi registrado o aluguel pago pela aldeia de Miękinia (vila Nymke).
- 1450 − a aldeia de Miękinia é propriedade de Peter von Salusch, proprietário da aldeia de Zabór.
- 1549 − o imperador dos Habsburgos, Fernando I, dá a vila em feudo ao cavaleiro Nicolau Popelau. Hans Popplau, um vereador da cidade, foi apontado como o próximo proprietário.
- 1561 − a partir desse ano havia um pároco na aldeia.
- 1589 − a partir desse ano, Krzysztof von Schindel tornou-se proprietário de Miękinia, após sua morte a propriedade foi herdada por sua filha. Dela, o imperador Rodolfo II comprou de volta todos os direitos sobre a aldeia e propriedade de Miękinia e sobre as cidades vizinhas pertencentes à herdeira.
- Após a Guerra dos Trinta Anos (1618–1648) − a propriedade de Miękinia, que pertencia a proprietários pró-protestantes, foi legalmente confiscada em benefício do tesouro do Estado.
- 1670 − a propriedade de Miękińskie é comprada por 55 000 táleres pela ordem dos jesuítas da Breslávia. De acordo com os regulamentos estabelecidos pelo Papa Clemente IV, a gestão dos bens foi confiada a um administrador nomeado pelo general da ordem.
- 1750 − na aldeia, a sede do senhor e a igreja pertencente aos jesuítas da Breslávia são mencionadas. Após o confisco da ordem, esses bens foram entregues ao conde von Hoym Ercell.
- 1795 − Conde von Haugwitz compra o domínio.
- 1810 − a aldeia e o domínio de Miękinia foram nacionalizados.
- 1830 − foram registrados na aldeia um castelo, uma granja, uma igreja católica, uma escola católica, uma cervejaria e uma destilaria, bem como uma olaria, um moinho e uma granja fora da aldeia.
- 1842 − Felix Casper torna-se o inquilino da propriedade.
- 1844 − os trilhos da linha férrea Breslávia-Berlim foram colocados em Miękinia.
- 1896 − fundada uma olaria a vapor pertencente à Śląskich Zakładów Ceramicznych.

No final do século XIX a sede de várias empresas funcionava em Miękinia. São elas: uma olaria a vapor fundada em 1896, de propriedade de Śląskie Zakłady Ceramiczne, duas fábricas de construção, um moinho de grãos, uma cervejaria de xarope, duas lojas de departamentos e dois armazéns de alimentos. Havia vários artesãos. Em Miękinia havia uma filial da Śląskiego Towarzystwa Krajoznawczego, que organizava e administrava um acampamento turístico.
- Até 1945 − a estrutura econômica de Miękinia não mudou.
- 1972 − como resultado de uma nova divisão administrativa, é criada a comuna de Miękinia.
- 2018 − em 14 de setembro, o desvio de Miękinia foi inaugurado. A construção de um trecho de estrada de 5 km, no valor de mais de 54 milhões PLN, demorou 4 anos.
- 2023 − em 1 de janeiro, Miękinia obtém os direitos de cidade.

## Pontos turísticos
Estão inscritos no registro provincial os seguintes monumentos:
- Igreja da Natividade da Bem-Aventurada Virgem Maria, em estilo gótico, construída no final do século XV para substituir uma igreja anterior da primeira metade do século XIV. O interior é em estilo barroco.[12]
- Capela funerária da família von Haugwitz, de 1803;[13]
- Complexo palaciano, do século XVII-XIX:
  - Palácio[14]
  - Parque
- Prefeitura, a antiga casa n.º 81, de tijolo com elementos em enxaimel, de 1906. Outrora uma mansão de ricos empresários de Miękinia da indústria da carne, que também albergava uma loja de conservas locais − carne e charcutaria, bem como uma pousada (Spitze's Gasthaus) e uma casa. Após vários anos de reconstrução e profunda renovação, o edifício é a Prefeitura de Miękinia desde 1990.

Em 2001, o maior vinhedo polonês da época, com quarenta variedades de uvas (Winnice Jaworek), foi instalado no vilarejo.
A sudoeste da cidade encontra-se Szubieniczne Wzgórze com uma alta torre de observação, enquanto a noroeste encontra-se a reserva natural “Zabór”.